# Jan Kolata
Jan Kolata (* 1949 im Immenstadt) ist ein deutscher Maler.

## Lebenslauf
Jan Kolata wurde 1949 in Immenstadt geboren. Er wuchs in Düsseldorf auf, studierte 1969/70 Archäologie in Bonn, von 1970 bis 1977 war er an der Kunstakademie  Düsseldorf, ab 1975 als Meisterschüler von Erich Reusch. Jan Kolata lebt in Düsseldorf.

## Lehraufträge und Stipendien (Auswahl)
- 1980/83: Lehrauftrag Fachhochschule für Gestaltung, Düsseldorf
- 1988: Norwegen-Stipendium (Kultusminister Nordrhein-Westfalen)
- 1990: UdSSR-Reisestipendium
- 1991: Villa-Romana-Gastatelier
- 1991/94: Lehrauftrag Kunstakademie Münster
- 1994: Cité Internationale des Arts (Paris), Gastatelier
- 1996/97: Lehrauftrag Kunstakademie Münster
- 1995/2006: Dozentur Freie Kunstakademie Basel
- seit 2006: Professur für Malerei, Technische Universität Dortmund

## Arbeiten im öffentlichen Raum (Auswahl)
- Farbgestaltungen an der Fachhochschule Bonn (2000)
- Kunst-und-Bau-Wettbewerb, Arbeitsamt Meschede (2001)
- Tricolore, Kunst-und-Bau-Projekt für Kehl, Farbglasfenster (2002)
- Kunst-und-Bau-Wettbewerb, Kinderklinik Heidelberg (2005)

## Ausstellungsbeteiligungen
- 2011: Die Südliche[1]